# Наумов Сергій Максимович
Наумов Сергій Максимович (5 липня 1929 — 1980) — радянський російський письменник, сценарист.

## Життєпис
Народ. 5 липня 1929 р. в Новосибірську. Закінчив Педагогічний інститут, Літературний інститут ім. М. Горького та Вищі режисерські курси. Викладав, працював журналістом.
Автор декількох збірок оповідань. Режисер двох короткометражних картин: «Людина з ночі», «Останній». 
Автор сценаріїв кінокартин: «Повернення Вероніки» (1963, у співавт. з І. Болгариним), «Над нами Південний Хрест» (1965, у співавт. з І. Болгариним), «Я — кордон» (1973).
За мотивами його повісті створено фільм «За два кроки від „Раю“» (1984).
Член Спілки письменників Росії.
Помер в Москві в грудні 1980 року.